# Девід Голдфейн
Девід Голдфейн (англ. David L. Goldfein; нар. 1959) — американський воєначальник, генерал Повітряних сил США (2010), 21-й начальник штабу Повітряних сил США (2016—2020), заступник начальника штабу Повітряних сил США (2015—2016). Учасник війни в Перській затоці та Югославських воєн.

## Біографія
Військова кар'єра
- 1 червня 1983 — другий лейтенант
- 1 червня 1985 — перший лейтенант
- 1 червня 1987 — капітан
- 1 листопада 1994 — майор
- 1 січня 1998 — підполковник
- 1 квітня 2001 — полковник
- 1 жовтня 2007 — бригадний генерал
- 3 липня 2010 — генерал-майор
- 3 серпня 2011 — генерал-лейтенант
- 17 серпня 2015 — генерал

Девід Голдфейн розпочав службу в 1983 році лейтенантом після успішного завершення навчання в Академії Повітряних сил США. Проходив службу на різних командних та штабних посадах у винищувальній авіації та інших родах військової авіації. Має наліт понад 4200 годин на літаках типу T-37, T-38, F-16C/D, F-117A, MC-12W та MQ-9. Командував Центральним командуванням ПС, авіабазами Шоу, та Ель-Удейд. Очолював 49-те (авіабаза Голломен і 52-ге (авіабаза Шпангдалем (Німеччина) винищувальні крила, 366-ту оперативну групу авіабаза Маунтін-Гоум, 555-ту винищувальну ескадрилью (Авіано, Італія).
За час командування 555-ї винищувальної ескадрильї брав участь у бомбардуванні об'єктів в Югославії під час операції «Союзна сила». 2 травня 1999 року його F-16 був збитий зенітною ракетою комплексу С-125 250-ї зенітно-ракетної бригади Югославських збройних сил. Д.Голдфейн успішно застосував катапульту і згодом був врятований пошуковою групою вертольотів НАТО. У подальшому продовжував службу в лавах Повітряних сил, брав участь в операціях «Щит пустелі», «Буря в пустелі» та «Нескорена свобода».